# 타바리 헨리
타바리 조일 헨리(영어: Tabarie Joil Henry 1987년 12월 1일 ~ )은 미국령 버진 아일랜드의 육상선수이다.